# 子供といっしょにききたいキロロのうた
『子供といっしょにききたいキロロのうた』（こどもと - ）は、Kiroroのコンピレーション・アルバム。2016年3月9日発売。発売元はJVCケンウッド・ビクターエンタテインメント。

## 解説
Kiroroの2人が子供に聞かせたい、子供と一緒に歌いたい楽曲を選曲。新録音楽曲「Best Friend 〜Mother Earth Version」はディズニー／ピクサー映画『アーロと少年』の日本版エンディングテーマ。「おやすみのうた」は7年ぶりとなる新録曲。

## 収録曲
1. Best Friend ～Mother Earth Version～
  - 作詞・作曲：玉城千春　編曲：羽毛田丈史
2. 幸せの種 ～Winter version～
3. 未来へ
4. 月の夜
5. 紅芋娘
6. Wonderful Day
7. 僕らのメッセージ
8. みんなあなたを愛してる
9. 生きてこそ
10. 僕らはヒーロー
11. おやすみのうた
  - 作詞・作曲：玉城千春・金城綾乃　編曲：Kiroro